# Deflektorhaube

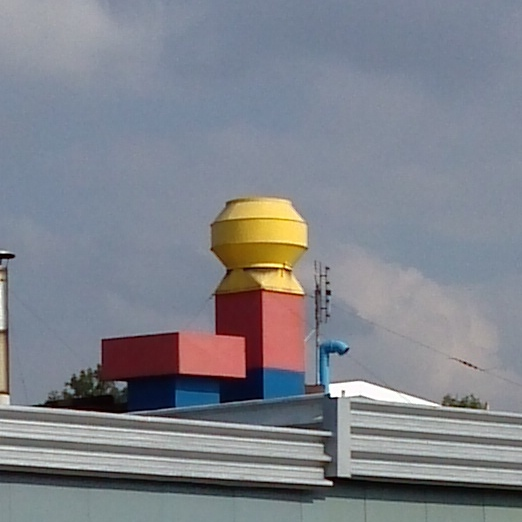
Deflektorhaube in gelb auf einem Flachdach

Die Deflektorhaube (deflectere lateinisch ablenken) ist die gebräuchlichste Haube zur Ableitung von verbrauchter und schadstoffhaltiger Luft im Dachbereich. Sie wird in Lüftungs- und Entstaubungsanlagen eingesetzt, wo die Fortluft möglichst hoch ins Freie auszublasen ist, damit sie sich mit der Umgebungsluft mischt und dadurch verdünnt. Die Haube ist so konzipiert, dass die Austrittsgeschwindigkeit bei ca. 5–8 m/s liegt. Dadurch wird eine große Wurfweite erreicht, während sich der Druckverlust in Grenzen hält. Für eine Luftansaugung ist eine Deflektorhaube nicht oder nur in Ausnahmefällen geeignet.
Die charakteristische Form verdankt die Haube der innenliegenden Regenwasserableitung, welche breiter als die Abluftöffnung ist. Würde man anstatt der Deflektorhaube ein Dach als Regenschutz benutzen, würde die Abgasfahne seitlich austreten und somit weniger hoch steigen.